# Karl Wilhelm von Dietrich
Karl Wilhelm von Dietrich, rozený Karl Johann Ignaz Dietrich (7. října 1811 Jihlava – 3. května 1889 Jihlava), byl rakouský a slezský právník a politik, v 2. polovině 19. století poslanec Říšské rady a starosta Opavy.

## Biografie
Narodil se jako jediný syn jihlavského obchodníka a statkáře Johanna Dietricha. Karl Wilhelm vystudoval jihlavské gymnázium. V roce 1828 začal svá vysokoškolská studia v oboru filozofie a práv, na Karlo-Ferdinandově univerzitě v Praze, Vídeňské univerzitě a na Františkově univerzitě v Olomouci. Vysokoškolské studium dokončil roku 1833. Nastoupil k jihlavskému magistrátu a jako praktikant, později auskultant k trestnímu soudu v Jihlavě. Do roku 1836 složil soudcovské zkoušky i zkoušky pro politické správní úředníky. Získal doktorát na Františkově univerzitě v Olomouci a začal pracoval jako advokát, od roku 1840 byl samostatným advokátem v Olomouci. Odtud v říjnu 1845 přesídlil do Opavy, kde pak působil dlouhodobě, ještě v 60. letech 19. století. Byl členem Slezské advokátní komory v Opavě a spolupracoval s místním právníkem a politikem Franzem Heinem, kterého zastupoval v prezidentské funkci.
Byl aktivní i politicky. Již během revolučního roku 1848 byl zvolen na tzv. Slezský konvent (přípravný zemský sněm, prozatímní orgán zemské samosprávy) za městskou kurii, obvod Opava. Stal se členem výboru konventu a jeho místopředsedou. Byl také členem správní rady národní gardy v Opavě. Podílel se na organizování dobrovolníků na pomoc revoluční Vídni. Později byl po vypuknutí povstání ve Slezsku zatčen a internován vládními úřady na Špilberku. 20. března 1850 občané Opavy zaslali císaři petici jeho propuštění a byl pak skutečně propuštěn. Rehabilitován byl ovšem až roku 1861.
Opětovně se politicky aktivizoval po obnovení ústavního života počátkem 60. let. V roce 1861 byl zvolen do opavské obecní rady a téhož roku usedl i na Slezský zemský sněm. Od roku 1862 zastával i funkci náměstka zemského hejtmana, kterou obhájil i v následujících volbách roku 1867. Zemský sněm ho pak 22. února 1867 zvolil i do Říšské rady (tehdy ještě volené nepřímo) za kurii měst a obchodních a živnostenských komor, obvod Opava. Do vídeňského parlamentu se vrátil v prvních přímých volbách do Říšské rady roku 1873, nyní za městskou kurii, obvod Krnov, Albrechtice, Vrbno pod Pradědem atd. Slib složil 10. listopadu 1873, rezignace byla oznámena na schůzi 20. října 1874. Zemským poslancem zůstal do roku 1883.
Od roku 1856 byl náměstkem starosty a od roku 1862 působil jako starosta Opavy. V říjnu 1866 získal od císaře za své loajální chování během prusko-rakouské války Císařský rakouský řád Leopoldův. V roce 1862 inicioval společně s tiskařem Adolfem Trasslerem vznik dobrovolného hasičského sboru v Opavě a nechal pro něj v Radniční uličce zbudovat hasičskou zbrojnici. Do jeho éry v čele opavské radnice spadá založení evangelického sboru roku 1864. Purkmistrem byl po dvě volební období do roku 1869.
Zemřel v květnu 1889. Pohřben byl Rancířově u Jihlavy, kde měl statek, na kterém na sklonku života pobýval.